# 第63回日本選手権競輪
第63回日本選手権競輪（だい63かいにほんせんしゅけんけいりん）は、2010年3月2日から7日まで、松戸競輪場にて開催された、競輪のGI競走である。

## 決勝戦
残りあと1周半を迎えたジャンからスパートした1 村上義弘が、弟の5 村上博幸を後ろに従えて主導権を奪い、後続の反撃を許さぬまま直線を迎え、ゴール直前、博幸が義弘を差してGI初制覇。またGI（相当大会含む）決勝での兄弟ワンツーフィニッシュは、1976年のオールスター競輪における、藤巻昇（1着）、藤巻清志（2着）以来史上2例目。
なお、ゴールデンレーサー賞は村上義弘が制した。

### 成績
3月7日（日）
| 着順 | 車番 | 選手     | 登録地 | 着差    | 決まり手 | 上がり | H/B |
| ---- | ---- | -------- | ------ | ------- | -------- | ------ | --- |
| 1    | 5    | 村上博幸 | ‌京都   |         | 差し     | 9.9    |     |
| 2    | 1    | 村上義弘 | 京都   | 3/4車輪 | 逃げ     | 10.1   | HB  |
| 3    | 7    | 山口幸二 | 岐阜   | 1/2車輪 |          | 9.8    |     |
| 4    | 3    | 加藤慎平 | 岐阜   | 1/4車輪 |          | 9.9    |     |
| 5    | 8    | 井上昌己 | 長崎   | 3/4車輪 |          | 9.4    |     |
| 6    | 4    | 坂本亮馬 | 福岡   | 3/4車輪 |          | 9.5    |     |
| 7    | 9    | 山崎芳仁 | 福島   | 3/4車身 |          | 9.2    |     |
| 8    | 2    | 伏見俊昭 | 福島   | 1/2車輪 |          | 9.1    |     |
| 9    | 6    | 松坂英司 | 神奈川 | 大差    |          | 10.0   |     |

### 配当金額
| 枠番二連勝複式 | 1=4   | 660円   |
| 枠番二連勝単式 | 4-1   | 1390円  |
| 車番二連勝複式 | 1=5   | 740円   |
| 車番二連勝単式 | 5-1   | 1510円  |
| 三連勝複式     | 1=5=7 | 3870円  |
| 三連勝単式     | 5-1-7 | 11340円 |
| ワイド         | 1=5   | 460円   |
| ワイド         | 5=7   | 1130円  |
| ワイド         | 1=7   | 1630円  |

## 特記事項
- 松戸競輪場での日本選手権競輪開催は、鈴木誠が優勝した2005年以来5年ぶり4回目。

- この大会の開催を機に、松戸競輪場内スタッフのユニフォームが一新された（デザインはCFD：東京ファッションデザイナー協議会が協力）[1]。

- 決勝戦の地上波中継は『風になるまで走れ！2〜爽快!おしゃれサイクリング〜』テレビ東京《TXN系列・SDT・RKC 全8局ネット》。また一部放送局[2]では、CS放送の同時ネットを行った。

- 六日間の総売上は169億3352万2200円で、目標の195億円を大幅に下回った。